# Aplidium grisiatum
Aplidium grisiatum är en sjöpungsart som beskrevs av Kott 1998. Aplidium grisiatum ingår i släktet Aplidium och familjen klumpsjöpungar. Inga underarter finns listade i Catalogue of Life.